# El Batel
El Batel är en ort i Mexiko.   Den ligger i kommunen Concordia och delstaten Sinaloa, i den centrala delen av landet, 800 km nordväst om huvudstaden Mexico City. El Batel ligger 1 753 meter över havet och antalet invånare är 105.
Terrängen runt El Batel är varierad. El Batel ligger uppe på en höjd. Runt El Batel är det glesbefolkat, med 10 invånare per kvadratkilometer. Närmaste större samhälle är Potrerillos, 1,9 km söder om El Batel. I omgivningarna runt El Batel växer huvudsakligen savannskog.